# Agapiti Ndorobo
Agapiti Ndorobo (* 14. August 1954 in Kidulo) ist ein tansanischer Geistlicher und römisch-katholischer Bischof von Mahenge.

## Leben
Agapiti Ndorobo empfing am 6. Dezember 1980 das Sakrament der Priesterweihe.
Am 3. März 1995 ernannte ihn Papst Johannes Paul II. zum Bischof von Mahenge. Der Erzbischof von Daressalam, Polycarp Pengo, spendete ihm am 16. Juni desselben Jahres die Bischofsweihe; Mitkonsekratoren waren der Bischof von Dodoma, Matthias Joseph Isuja, und der Bischof von Morogoro, Telesphore Mkude.